# 麥寮 (大字)
23°45′02.4″N 120°15′12″E / 23.750667°N 120.25333°E
麥寮，原寫為麥藔，是臺灣雲林縣麥寮鄉的一個傳統地域名稱，也是該鄉行政中心所在地，位於該鄉南部。相較於今日行政區，其範圍大致包括麥豐村不含東端、瓦磘村不含東南端、麥津村南大半部、海豐村南端。

## 歷史
台灣清治末期，麥寮地區為一街庄，稱為「麥藔庄」，隸屬於海豐堡。該庄西北邊及北邊西側與許厝藔庄為鄰，北邊東側與沙崙後庄為鄰，東與興化厝庄為鄰，南邊及西南邊隔新虎尾溪與同安厝庄、番仔藔庄、火燒牛稠庄、蚊港庄為界。
1901年（日明治三十四年）11月，全台廢縣廳改設二十廳，該庄隸屬於斗六廳。1903年（明治三十六年）6月，該庄編入「麥藔區」，仍隸屬於斗六廳。1909年（明治四十二年）10月，全台二十廳合併為十二廳，麥藔區改隸屬於嘉義廳。1920年（大正九年），全台地方制度大改正，該庄改制並雅化為「麥寮」大字，隸屬於臺南州虎尾郡崙背庄。
戰後崙背庄改制為崙背鄉，隸屬於臺南縣，大字亦改制為村。1946年8月，崙背、麥寮分治，本地區改隸屬於麥寮鄉。1950年9月，雲、嘉、南分治，麥寮鄉改隸屬於雲林縣。

## 聚落
本地區發展較早的聚落有外湖、瓦磘藔（瓦磘）、肖仁厝（霄仁厝）、麥藔、光大藔、興化藔等，在日治期初期的官方地圖上已有記載。此外，本地區尚有義和聚落。

## 交通
省道台17線（西濱路）又稱「西部濱海公路」，是臺中市清水區甲南至屏東縣枋寮鄉水底寮的幹道，大致以北向南轉北北東—南南西走向再轉北北西—南南東走向再轉東北—西南走向再轉東向西經過麥寮地區。由該道路向北可前往大城、芳苑、福興、鹿港等地，向西轉西南可前往東勢西北端、臺西、四湖、口湖等地。
省道台61線又稱「西部濱海快速公路」，是新北市八里區至臺南市安南區的快速公路，大致以北北東－南南西走向繞大彎轉東向西經過本地區東部及南部，由此可快速前往台灣西部海岸各地。
縣道153號（光復南路）是麥寮鄉至北港鎮好收的道路，其北側端點位於本地區麥寮聚落南側的省道台17線路口。由此向南出境後可前往東勢、四湖東部、北港並止於縣道155號路口。
縣道156號（中山路）是麥寮至饒平的道路，也是雲林縣主要的橫貫道路之一，其西側端點位於本地區麥寮聚落東北側的省道台17線路口。由此向東北出境後可前往崙背、二崙南部、西螺南部、莿桐市區、饒平並止於縣道154號路口。
鄉道雲1線（豐安路、中山路437巷）是海埔地至麥寮的道路，其南側端點位於本地區西部中山路437巷底。由此向北經鄉道雲2線、雲2-1線後出境，可前往許厝寮並止於本鄉西北部海埔地北環路、東環路路口。
鄉道雲1-1線（中興路）是寮仔至麥寮的道路，其南側端點位於本地區麥寮聚落西側鄉道雲2線路口。由此向北偏東轉北北西蜿蜒而行，出境後轉旋即轉西可止於鄉道雲1線路口。
鄉道雲1-3線是大灣至麥寮的道路，其西側端點位於本地區麥寮聚落西北郊麥寮高中北側的鄉道雲1-1線路口。由此向東轉北北東蜿蜒出境後，經許厝寮東南端轉東可前往沙崙後、興化厝西部大灣聚落並止於其東南側的鄉道雲5-1線路口。
鄉道雲2線（中山路）是海豐至麥寮的道路，其東側端點位於本地區麥寮聚落西側鄉道雲1-1線路口。由此向西北西轉西再轉西北出境後可前往許厝寮西南部海豐聚落並止於鄉道雲1-4線路口。
鄉道雲2-1線是麥中西至杉仔腳的道路，其東側端點位於本地區麥寮聚落西北郊麥寮高中北側鄉道雲1-1線路口。由此向西經鄉道雲1線後，可前往本地區西部鄉道雲2線路口。
鄉道雲6線是瓦磘至崙背的道路，其西側端點位於本地區東北部瓦磘聚落的省道台17線路口。由此向東偏南轉北偏東再轉東南經省道台61線高架橋下後續行，至霄仁厝聚落轉南偏東至縣道156號路口轉西南西與其共線一小段路後轉東南東獨行，出境後可前往興化厝、大有、阿勸並止於區道雲13線路口。
鄉道雲7線是霄仁厝至東勢的道路，其北側端點位於本地區東北部霄仁厝聚落的鄉道雲6線路口。由此向南南西轉東再轉南出境後，可前往同安厝、同安厝與眉交界地帶、東勢並止於縣道153號路口。
鄉道雲8線是光大寮至興化寮的道路，其西側端點位於本地區光大寮聚落的舊縣道153號（光復南路）路口。由此向東轉東南經省道台17線路口、省道台61線高架橋下後，轉東偏南再轉北北東止於鄉道雲7線路口。

## 學校
- 麥寮高中
- 麥寮國小

## 文化資產
- 麥寮拱範宮（國定古蹟）